# 阮武平
阮武平（1968年11月2日—），越南記者、持不同政見者。他曾寫文章呼籲民主和人權，現被越南政府以從事間諜活動的罪名關押。
阮武平曾為《共產雜誌》工作十年，該雜誌是越南共產黨的喉舌。2000年9月2日，他試圖建立一個新黨派——自由民主黨（đảng Tự do - Dân chủ），並申請離開工作的雜誌。2001年1月，他被共產雜誌開除。他與其他16人寫了一封公開信給政府，呼籲政治改革並釋放政治犯。他也支持建立「黨及國家反貪污幫助人民會」（Hội nhân dân giúp Đảng và Nhà nước chống tham nhũng），並成為越南民主俱樂部（Câu lạc bộ dân chủ cho Việt Nam）的初始成員。
2002年7月21日，在他向美國國會的人權委員會提供越南侵犯人權的證詞後，警方搜查了他的河內的住所，沒收了文件及書籍，並被警方帶走傳喚。在被拘留在家期間，多次受到騷擾和監視居住。2002年9月25日，他因在網際網路上發表題為「越中邊界問題」（Về vấn đề biên giới Việt-Trung）的文章，批評越南政府破壞數百平方公里的土地，而被正式拘捕。

## 外部連結
- 越南著名記者阮武平被捕 （页面存档备份，存于）